# Italie aux Jeux olympiques d'hiver de 1932
L'Italie participe aux Jeux olympiques d'hiver de 1932, organisés à Lake Placid aux États-Unis. Ce pays participe aux Jeux olympiques d'hiver pour la troisième fois, à la suite de sa participation aux deux premières éditions. La délégation italienne, formée de 12 athlètes masculins, ne remporte pas de médaille.

## Résultats

### Bobsleigh
| Bob   | Athlètes                                                                       | Épreuve             | Manche 1      | Manche 1 | Manche 2      | Manche 2 | Manche 3      | Manche 3 | Manche 4      | Manche 4 | Total         | Total |
| Bob   | Athlètes                                                                       | Épreuve             | Temps         | Rang     | Temps         | Rang     | Temps         | Rang     | Temps         | Rang     | Temps         | Rang  |
| ----- | ------------------------------------------------------------------------------ | ------------------- | ------------- | -------- | ------------- | -------- | ------------- | -------- | ------------- | -------- | ------------- | ----- |
| ITA-1 | Teofilo Rossi di Montelera Italo Casini                                        | Bob à deux hommes   | 2 min 15 s 45 | 6        | 2 min 08 s 10 | 5        | 2 min 06 s 58 | 6        | 2 min 06 s 20 | 6        | 8 min 36 s 33 | 6     |
| ITA-2 | Agostino Lanfranchi Gaetano Lanfranchi                                         | Bob à deux hommes   | 2 min 20 s 08 | 10       | 2 min 13 s 47 | 8        | 2 min 08 s 00 | 7        | 2 min 09 s 11 | 7        | 8 min 50 s 66 | 8     |
| ITA-1 | Teofilo Rossi di Montelera Agostini Lanfranchi Gaetano Lanfranchi Italo Casini | Bob à quatre hommes | 2 min 07 s 87 | 5        | 2 min 06 s 62 | 5        | 2 min 07 s 94 | 7        | 2 min 01 s 78 | 6        | 8 min 24 s 21 | 5     |

### Combiné nordique
| Athlète           | Épreuve    | Ski de fond     | Ski de fond | Ski de fond | Saut à ski | Saut à ski | Saut à ski    | Saut à ski | Total  | Total |
| Athlète           | Épreuve    | Temps           | Points      | Rang        | Distance 1 | Distance 2 | Points totaux | Rang       | Points | Rang  |
| ----------------- | ---------- | --------------- | ----------- | ----------- | ---------- | ---------- | ------------- | ---------- | ------ | ----- |
| Ingenuino Dallago | Individuel | 1 h 46 min 2 s9 | 150,00      | 23          | 47,5 m     | 52,0 m     | 196,0         | 16         | 346,00 | 17    |
| Ernesto Zardini   | Individuel | 1 h 43 min 2 s2 | 163,50      | 20          | 51,0 m     | 51,5 m     | 198,7         | 13         | 362,20 | 12    |
| Severino Menardi  | Individuel | 1 h 43 min 0 s4 | 165,00      | 19          | 36,0 m     | 45,5 m     | 167,7         | 26         | 332,70 | 21    |

### Saut à ski
| Athlète            | Épreuve         | Saut 1   | Saut 1 | Saut 1 | Saut 2   | Saut 2 | Saut 2 | Total  | Total |
| Athlète            | Épreuve         | Distance | Points | Rang   | Distance | Points | Rang   | Points | Rang  |
| ------------------ | --------------- | -------- | ------ | ------ | -------- | ------ | ------ | ------ | ----- |
| Severino Menardi   | Tremplin normal | 36,5 m   | 70,2   | 30     | 56,5 m   | 91,4   | 24     | 161,6  | 27    |
| Ernesto Zardini    | Tremplin normal | 53,0 m   | 92,5   | 20     | 65,0 m   | 104,2  | 11     | 196,7  | 14    |
| Ingenuino Dallagio | Tremplin normal | 58,5 m   | 101,4  | 11     | 53,0 m   | 93,5   | 22     | 194,9  | 16    |

### Ski de fond
| Épreuve      | Athlète             | Course          | Course |
| Épreuve      | Athlète             | Temps           | Rang   |
| ------------ | ------------------- | --------------- | ------ |
| 18 km hommes | Severino Menardi    | 1 h 43 min 0 s4 | 34     |
| 18 km hommes | Gino Soldà          | 1 h 39 min 4 s3 | 26     |
| 18 km hommes | Andrea Vuerich      | 1 h 38 min 4 s2 | 25     |
| 50 km hommes | Francesco de Zulian | DNF             | –      |
| 50 km hommes | Giovanni Delago     | DNF             | –      |
| 50 km hommes | Erminio Sertorelli  | 4 h 59 min 0 s0 | 12     |